# 風間八左衛門

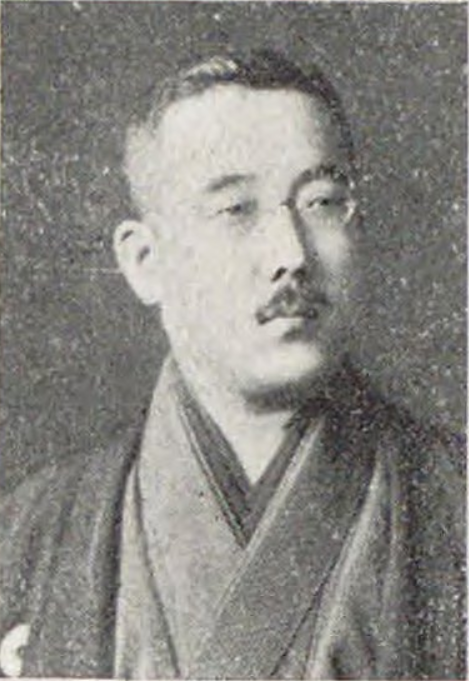
風間八左衛門

風間 八左衛門（かざま はちざえもん、1879年（明治12年）6月27日 - 1942年（昭和17年）10月21日）は、明治時代後期から昭和時代前期の政治家、実業家。貴族院多額納税者議員、衆議院議員。旧名は嘉一。

## 経歴
先代風間八左衛門の長男として、京都府葛野郡桂村（現・京都市西京区）に生まれる。風間家は当主が代々八左衞門を襲名し醤油商「鍋屋」を営み十数代を数える京都府下の豪家だった。1888年（明治21年）12月、襲名し家督を相続する。桂村会議員、京都府農会長、広島瓦斯専務取締役、三国紡績常務取締役、帝国石油・愛国生命保険・日本活動写真・桜セメント各取締役、帝国工業・太湖汽船各社長、嵯峨銀行監査役を歴任する。
1920年（大正9年）第14回衆議院議員総選挙で京都府第3区から立憲政友会所属で出馬して当選し、1期務めた。ほか、京都府多額納税者として貴族院議員に互選され、1925年（大正14年）9月29日に就任し、研究会に属して活動し、3期在任して1942年2月7日に退任した。

## 親族
- 妻のさく（1877年生）は京都、中路關之助長女[4]
- 長男の嘉雄（1900年生、のち八左衛門を襲名）は、慶應義塾理財科卒業後、東京毛織、合同毛織を経て津村順天堂役員[9]。その妻・英子（1906-2003）は津村順天堂創業者で貴族院議員の津村重舎二女[4]。日本女子大学卒[10]。その長男・風間八左衛門（1933年生、旧名・智）は第一製薬常務から1995年にツムラ立て直しのため同社四代目社長に就任、のち会長を務めた[11][12]。2024年11月22日死去[13]。叙正六位[14]。
- 小原キシとの間に一男四女あり[4]。